# 戈達德高解析攝譜儀

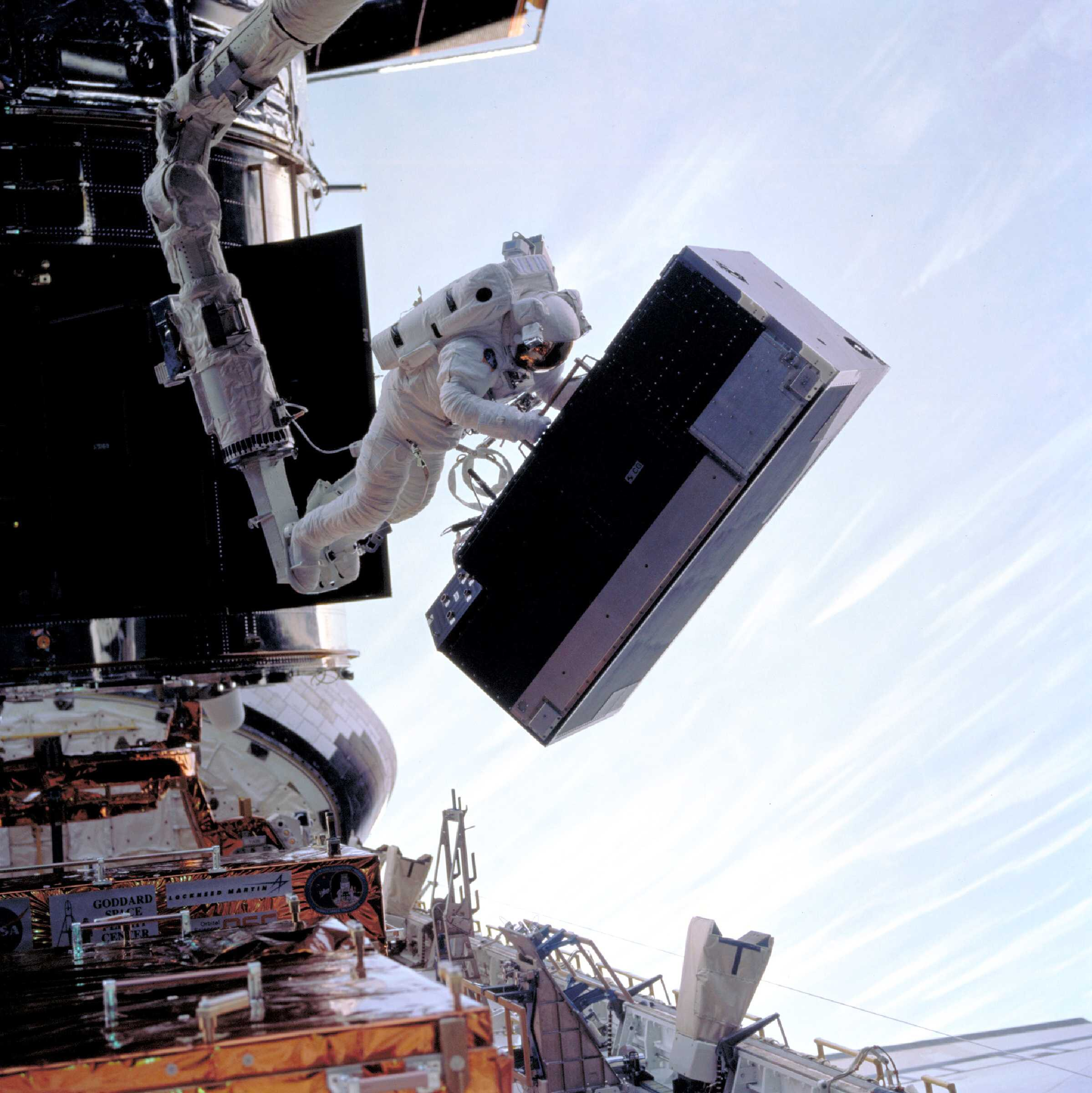
在第二次維護任務中正被移除的戈達德高解析攝譜儀。

戈達德高解析攝譜儀（GHRS 或 HRS, Goddard High Resolution Spectrograph）是在哈伯太空望遠鏡升空時就安裝在內的紫外線分光攝譜儀，在1997年2月的哈伯維護任務中被太空望遠鏡影像攝譜儀（STIS）取代。

## 戈達德高解析攝譜儀的規格
- 儀器種類：紫外線分光攝譜儀
- 解析力

- 低解析 – 在1200埃時為0.6 埃（在120奈米時為0.06 奈米）
- 中解析 – 在1200埃時為0.06 埃（在120奈米時為0.006 奈米）
- 高解析 – 在1200埃時為0.012 埃（在120奈米時為0.0012 奈米）

- 波長範圍：1050至3200埃 (105至320奈米)

## 外部連結
- 戈達德高解析攝譜儀[永久]
- ESA/Hubble （页面存档备份，存于）